# Josip Senić
Josip Senić (Nova Gradiška, 18. ožujka 1936. – Wiesloch, 10. ožujka 1972.) bio je hrvatski politički emigrant i revolucionar, jedan od utemeljitelja tajne organizacije Hrvatskog revolucionarnog bratstva (HRB) u Australiji 1961. godine i njezin drugi glavni tajnik. 

## Životopis
Rođen je u Novoj Gradiški 1936. godine. Kao maloljetnik bio je član organizacije Hrvatski nacionalni pokret te je tako došao u sukob s tadašnjom komunističkom vlašću. Godine 1956. osuđen je na dvije godine uvjetne kazne zbog neprijateljske djelatnosti, a 1957. pobjegao je u Italiju. Iz Italije otišao je u Australiju, 1. ožujka 1959. Do 1961. godine bio je dijelom unutarnjeg kruga HRB-a, a na njegovo čelo došao je kada je jugoslavenska tajna policija UDBA otela i ubila dotadašnjeg glavnog tajnika Gezu Paštija. Pseudonim mu je bio Mirko Slavonac.
Prema pisanju časopisa The Canberra Times iz 1972. godine Senića je Njemačka policija sumnjičila za učešće u podmetanju bombe u jugoslavenski zrakoplov DC9 koji se srušio iznad Čehoslovačke, kada je poginulo 26 ljudi. Australiju je prije toga napustio ilegalno jer mu je bila oduzeta putovnica zato što ga je melbourneska policija htjela ispitati o podmetanju bombe u jugoslavenski konzulat 1970. godine.

### Ubojstvo
Senić je trebao sudjelovati u Bugojanskoj akciji, no ubijen je tri mjeseca prije akcije po nalogu UDBA-e. UDBA je pratila Senića, a o njegovome kretanju i namjerama redovito je Udbu izvještavao Vinko Sindičić, njezin suradnik pod pseudonimom Mišo; on im je dao detaljan plan gostionice u Wieslochu pokraj Heidelberga u kojoj je poslije ubijen Senić. Senića je 10. ožujka 1972. godine mrtvoga pronašao upravitelj gostionice u sobi u kojoj je spavao, s prerezanim grkljanom i dva zrna iz pištolja u glavi.
Nalogodavci i počinitelj zločina nisu procesuirani.[nedostaje izvor]
Pokopan je u Wieslochu. Njegovi posmrtni ostatci preneseni su u Hrvatsku i pokopani uz vojne počasti 20. veljače 1999. godine na zagrebačkome groblju Mirogoju.

## Povezani članak
- Državni terorizam

## Vanjske poveznice
- (engl.) Expatria Croatia Članak o Seniću u Canberra Timesu, 19. svibnja 1972.